# Melica ciliata
La melica barbata  (Melica ciliata L., 1753) è una pianta angiosperma monocotiledone appartenente alla famiglia delle Poacee (o Gramineae, nom. cons.).

## Etimologia
Il nome generico (Melica) fa riferimento alla parola "miele" ossia "erba del miele", nome assegnato dal botanico, medico e anatomista italiano Andrea Cesalpino (Arezzo, 6 giugno 1519 – Roma, 23 febbraio 1603) ad una specie di sorgo. Tale nome è stato dato probabilmente per la dolcezza del gambo di alcune specie di questo genere. L'epiteto specifico (ciliata) indica una leggera frangia come una ciglia che potrebbe presentarsi su petali, foglie, piccioli o altre parti della pianta (in questo caso l'infiorescenza).
Il nome scientifico della specie è stato definito da Linneo (1707 – 1778), biologo svedese considerato il padre della moderna classificazione scientifica degli organismi viventi, nella pubblicazione "Species Plantarum - 1: 66" del 1753.

## Descrizione

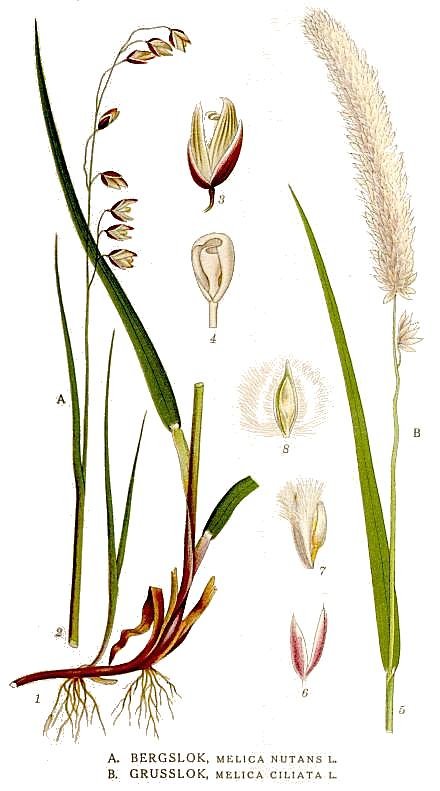
Melica nutans (A) e Melica ciliata (B) sulla destra

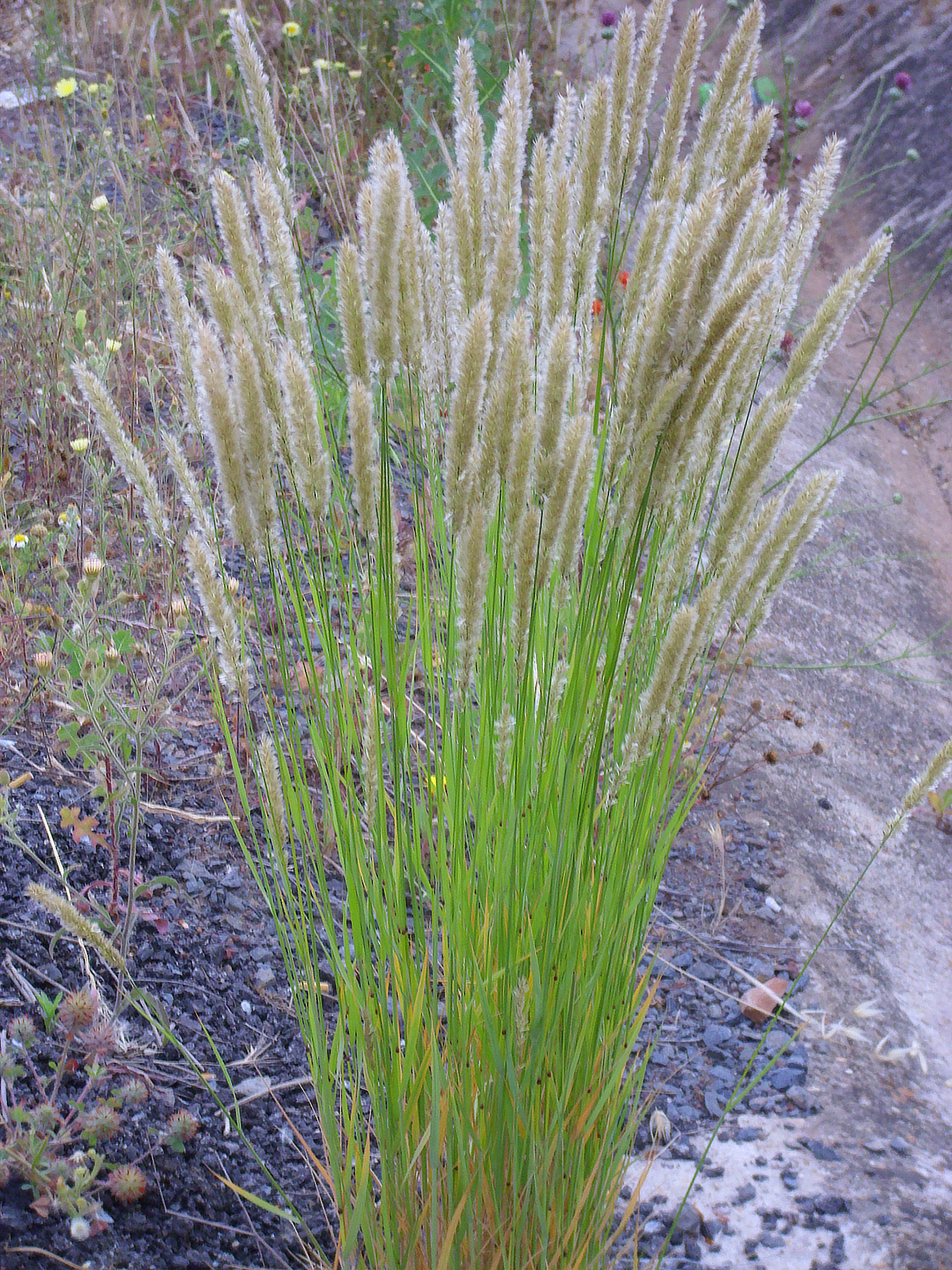
Il portamento

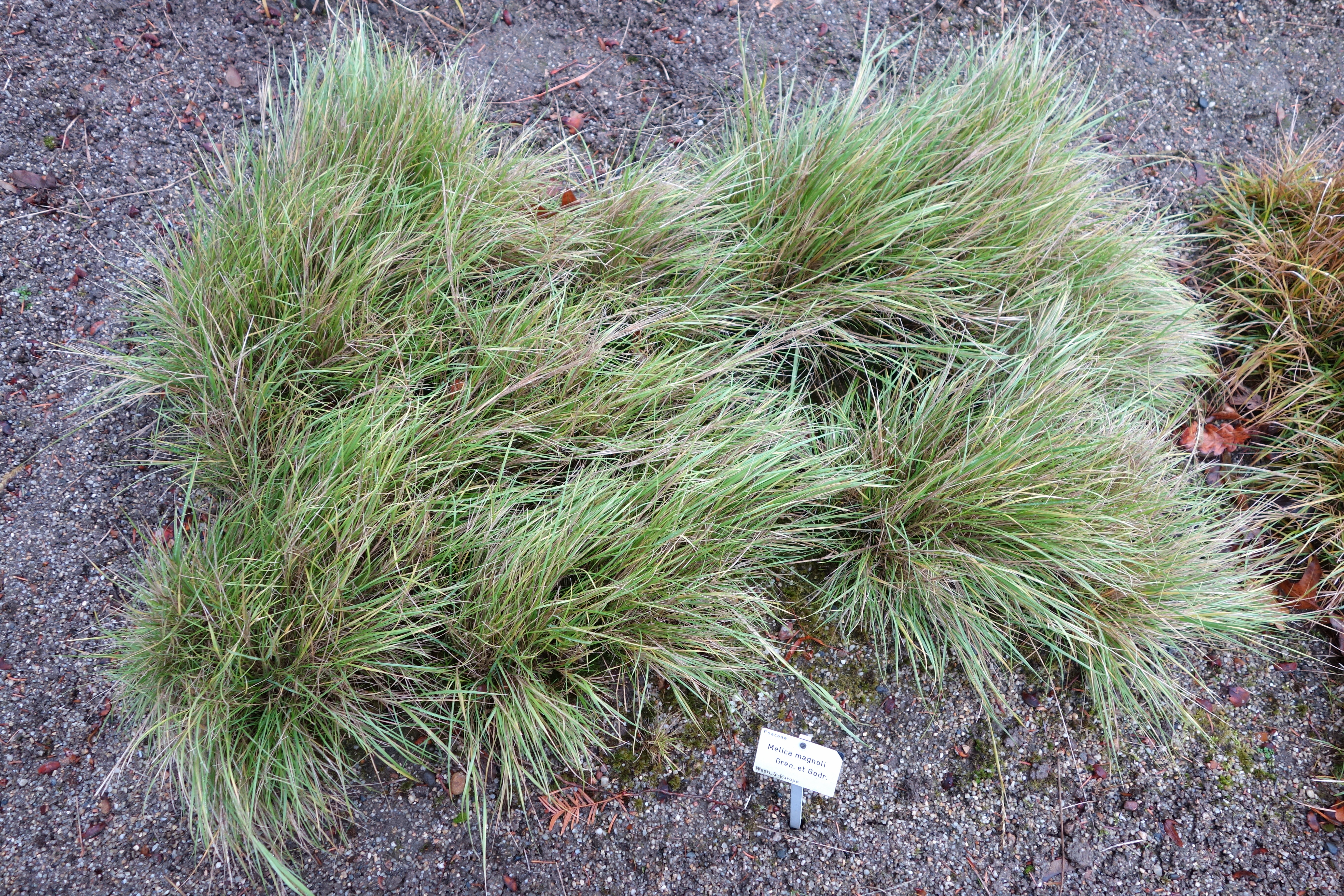
Le foglie

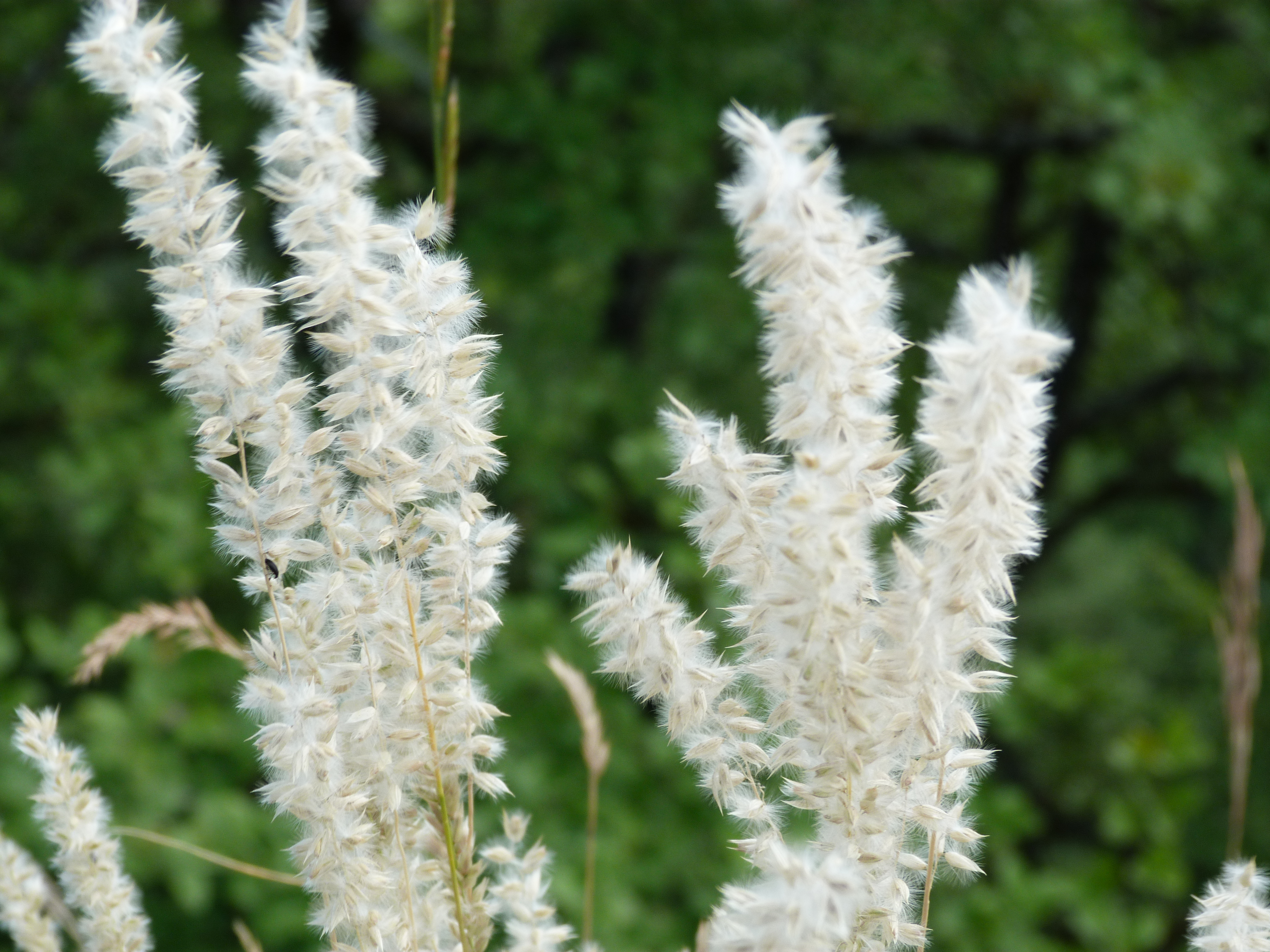
l'infiorescenza

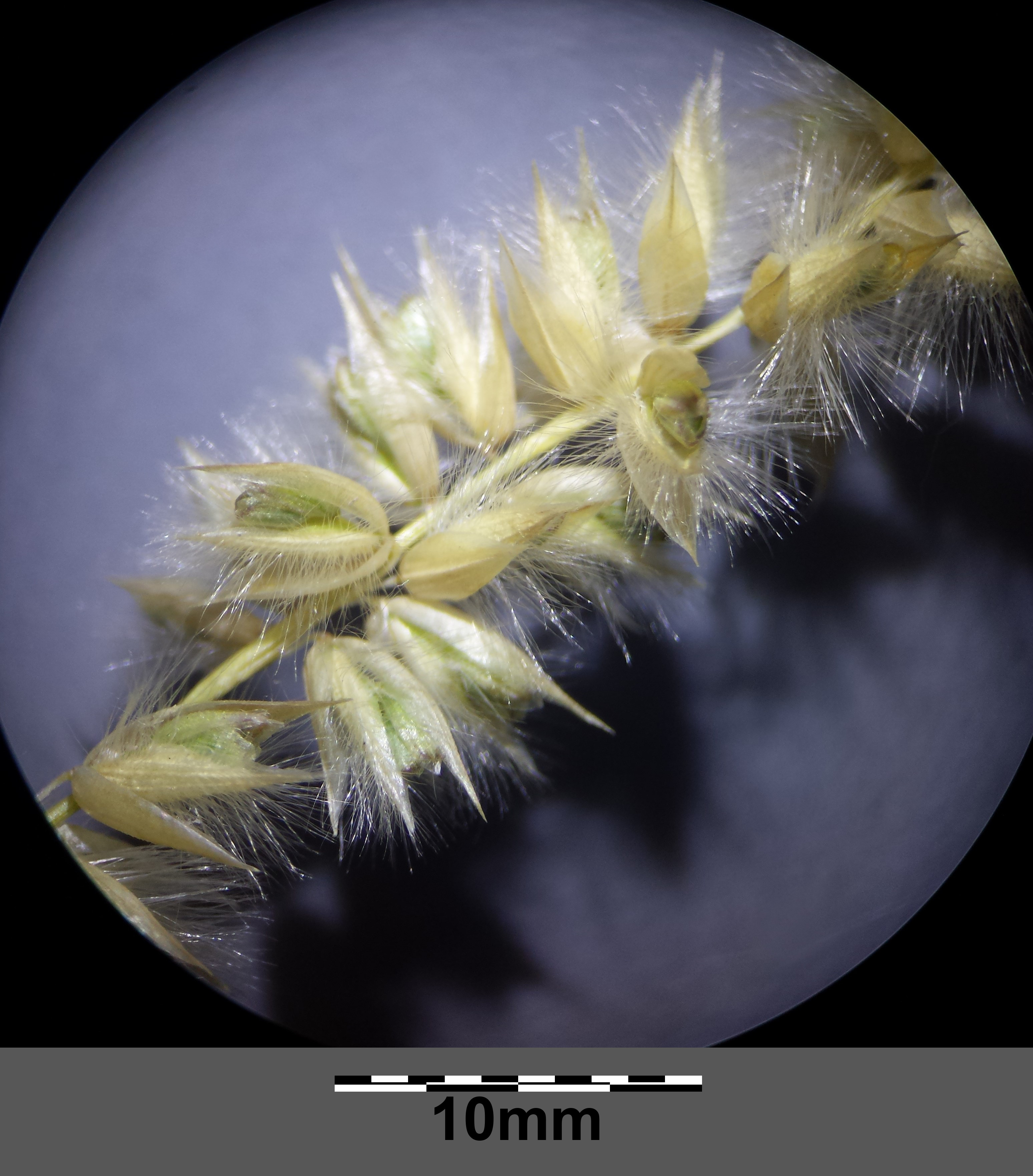
La spighetta

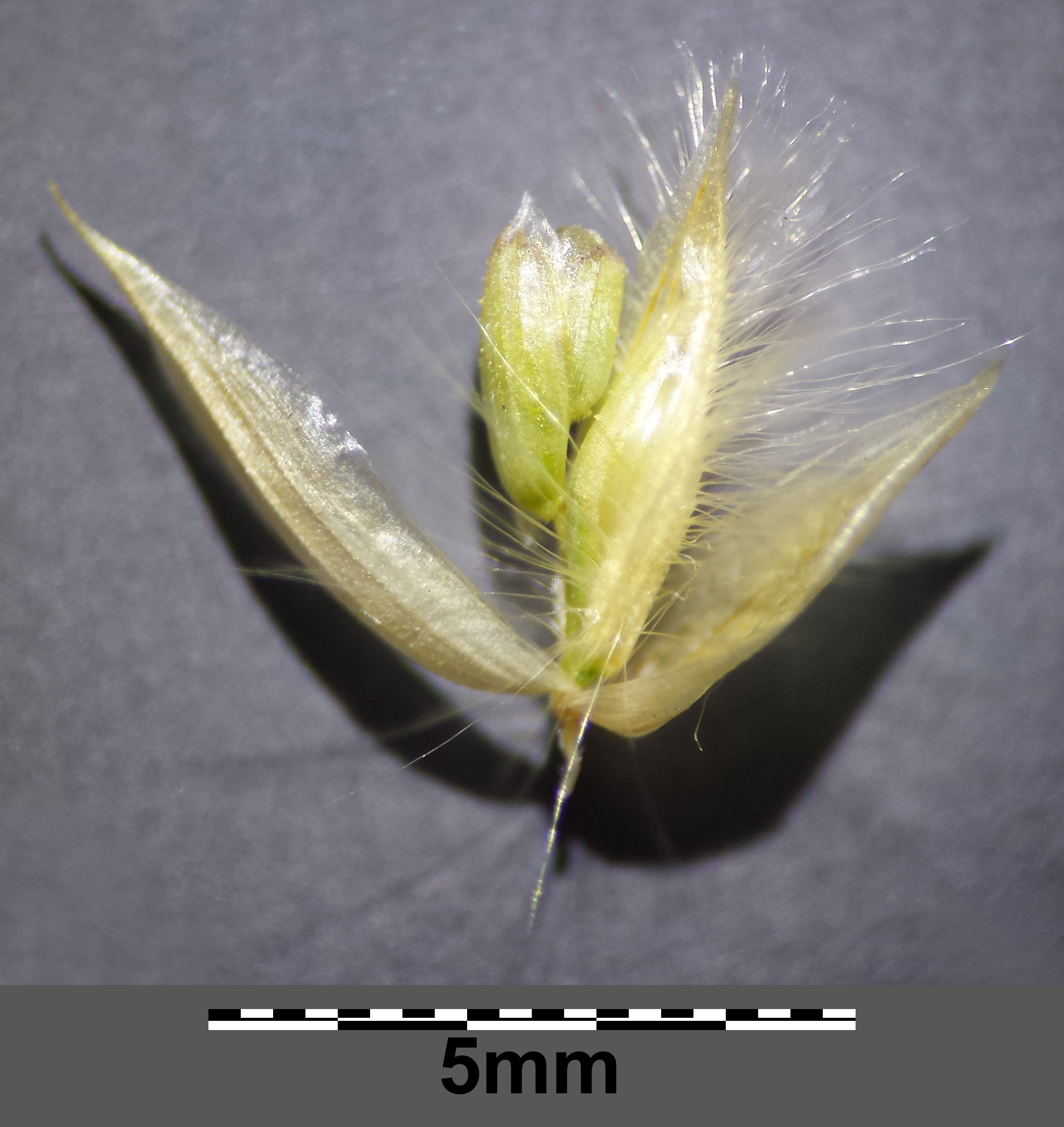
Il fiore

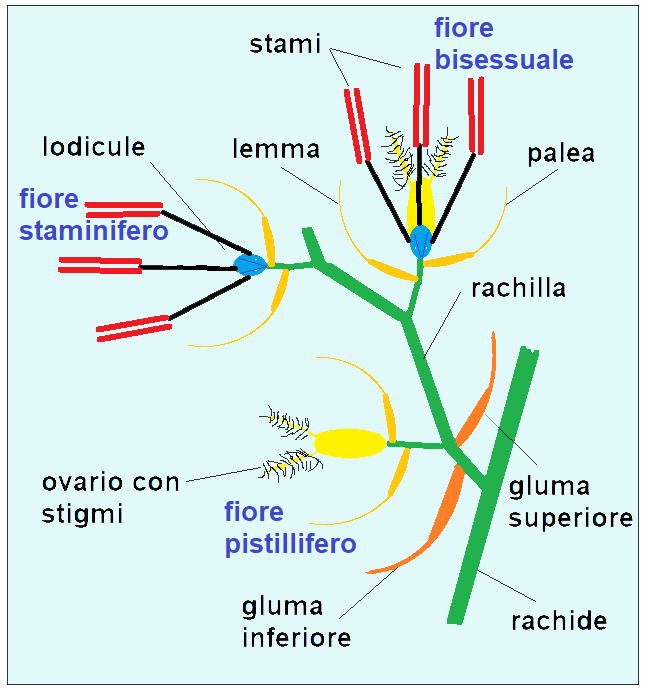
Spighetta generica con tre fiori diversi

Queste piante arrivano ad una altezza di 3 - 10 dm (diametro del culmo: 1 – 2 mm). La forma biologica è emicriptofita cespitosa (H caesp), sono piante erbacee, bienni o perenni, con gemme svernanti al livello del suolo e protette dalla lettiera o dalla neve e presentano ciuffi fitti di foglie che si dipartono dal suolo.

### Radici
Le radici sono secondarie (fascicolate) da corti rizomi striscianti.

### Fusto
La parte aerea del fusto (culmo) è eretta, liscia, fogliosa fino in alto. A volte l'internodo più basso del culmo è ingrandito.

### Foglie
Le foglie lungo il culmo sono disposte in modo alterno, sono distiche e si originano dai vari nodi. Sono composte da una guaina, una ligula e una lamina. Le venature sono parallelinervie. Non sono presenti i pseudopiccioli e, nell'epidermide delle foglia, le papille.
- Guaina: la guaina è abbracciante il fusto e priva di auricole; è inoltre glabra.
- Ligula: la ligula è membranosa e lunga 2 mm con forme oblunghe lacerate. È presente una "antiligula" formata da un anello membranoso che circonda il culmo.
- Lamina: la lamina ha delle forme lineari-acuminate (è larga fino a 3 mm), è canicolata o alla fine più o meno convoluta ed è sparsamente cigliata. La consistenza delle foglie è rigida; il colore è verde-chiaro.

### Infiorescenza
Infiorescenza principale (sinfiorescenza o semplicemente spiga): le infiorescenze, ascellari e terminali, sono ramificate e formate da alcune spighette ed hanno la forma di una pannocchia lineare e unilaterale. La pannocchia si presenta bianco-lanosa. Alla base della pannocchia è presente una squama sterile. I rami inferiori sono brevi e portano 5 - 7 spighette. La fillotassi dell'inflorescenza inizialmente è a due livelli, anche se le successive ramificazioni la fa apparire a spirale. Lunghezza della pannocchia: 6 – 20 cm. Lunghezza della squama: 0,2 - 0,5 mm.

### Spighetta
Infiorescenza secondaria (o spighetta): le spighette, compresse lateralmente, sottese da due brattee distiche e strettamente sovrapposte chiamate glume (inferiore e superiore), sono formate da uno o due fiori. Possono essere presenti dei fiori sterili (ridotto ad un corpo clavato); in questo caso sono in posizione distale rispetto a quelli fertili. Alla base di ogni fiore sono presenti due brattee: la palea e il lemma. La disarticolazione avviene con la rottura della rachilla tra i fiori o sotto le glume persistenti. Inizialmente le spighette sono violacee, poi assumono con il tempo una colorazione crema-dorata.
- Glume: le glume sono scabre a talvolta sparsamente pubescenti e ricoprono interamente il fiore. La consistenza varia da membranosa a cartacea; gli apici sono traslucidi. Sono percorse longitudinalmente da tre a sette nervature. La gluma inferiore è concava. Lunghezza delle glume: 5 - 8 mm.
- Plaea: la palea è un profillo con due venature; inoltre è cigliata.
- Lemma: il lemma nella parte inferiore e sul bordo è provvisto di peli lunghi 2 - 3 mm. Lunghezza del lemma: 3 - 4 mm.

### Fiore
I fiori fertili sono attinomorfi formati da 3 verticilli: perianzio ridotto, androceo  e gineceo.
- Formula fiorale:

- , P 2, A (1-)3(-6), G (2–3) supero, cariosside.

- Il perianzio è ridotto e formato da due lodicule, delle squame traslucide, poco visibili (forse relitto di un verticillo di 3 sepali). Le lodicule sono membranose e non vascolarizzate.

- L'androceo è composto da 3 stami ognuno con un breve filamento libero, una antera sagittata e due teche. Le antere sono basifisse con deiscenza laterale. Il polline è monoporato. Lunghezza delle antere: 0,8 - 1,5 mm.

- Il gineceo è composto da 3-(2) carpelli connati formanti un ovario supero. L'ovario, glabro, ha un solo loculo con un solo ovulo subapicale (o quasi basale). L'ovulo è anfitropo e semianatropo e tenuinucellato o crassinucellato. Lo stilo, breve, è unico con due stigmi papillosi e distinti.

### Frutti
I frutti sono del tipo cariosside, ossia sono dei piccoli chicchi indeiscenti, con forme ovoidali, nei quali il pericarpo è formato da una sottile parete che circonda il singolo seme. In particolare il pericarpo è fuso al seme ed è aderente. L'endocarpo non è indurito e l'ilo è lungo e lineare. L'embrione è piccolo e provvisto di epiblasto ha un solo cotiledone altamente modificato (scutello senza fessura) in posizione laterale. I margini embrionali della foglia non si sovrappongono.

## Biologia
Come gran parte delle Poaceae, questa specie si riproduce per impollinazione anemogama. Gli stigmi più o meno piumosi sono una caratteristica importante per catturare meglio il polline aereo. 
La dispersione dei semi avviene inizialmente a opera del vento (dispersione anemocora) e una volta giunti a terra grazie all'azione di insetti come le formiche (mirmecoria).

## Tassonomia
La famiglia delle Poacee comprende circa 800 generi e oltre 9.000 specie. È una delle famiglie più numerose e più importanti del gruppo delle monocotiledoni. La famiglia è suddivisa in 12 sottofamiglie, il genere Melica fa parte della sottofamiglia Pooideae, tribù Meliceae.

### Filogenesi
Il genere di questa specie (Melica) fa parte della supertribù Melicodae Soreng, 2017 (tribù Meliceae Link ex Endl., 1830). La supertribù Melicodae, dal punto di vista filogenetico, è la seconda supertribù, dopo la supertribù Nardodae Soreng, 2017, ad essersi evoluta nell'ambito della sottofamiglia Pooideae.
Per il genere di questa voce è descritta la seguente sinapomorfia: gli apici delle glume sono traslucidi.
Il numero cromosomico di M. ciliata è: 2n = 18 e 36.

### Variabilità e sottospecie
Questa specie è variabile nella lunghezza delle glume. Le due glume possono essere uguali, oppure quella inferiore può essere più breve di quasi 1/3 rispetto a quella superiore. In passato il primo gruppo era indicato come M. glauca F. Schultz, il secondo come M. nebrodensis Parl.. Ora entrambe le entità sono considerate sottospecie o indicate come sinonimi di M. ciliata. Altri caratteri variabili sono: il numero dei nodi nel culmo; il grado e la posizione della rugosità sulle foglie; la forma e la densità della pannocchia; il colore e la lunghezza delle spighette.
Per questa specie sono segnalate le seguenti sottospecie (alcune checklist considerano questa entità sinonimi della specie principale):

#### Sottospecieciliata

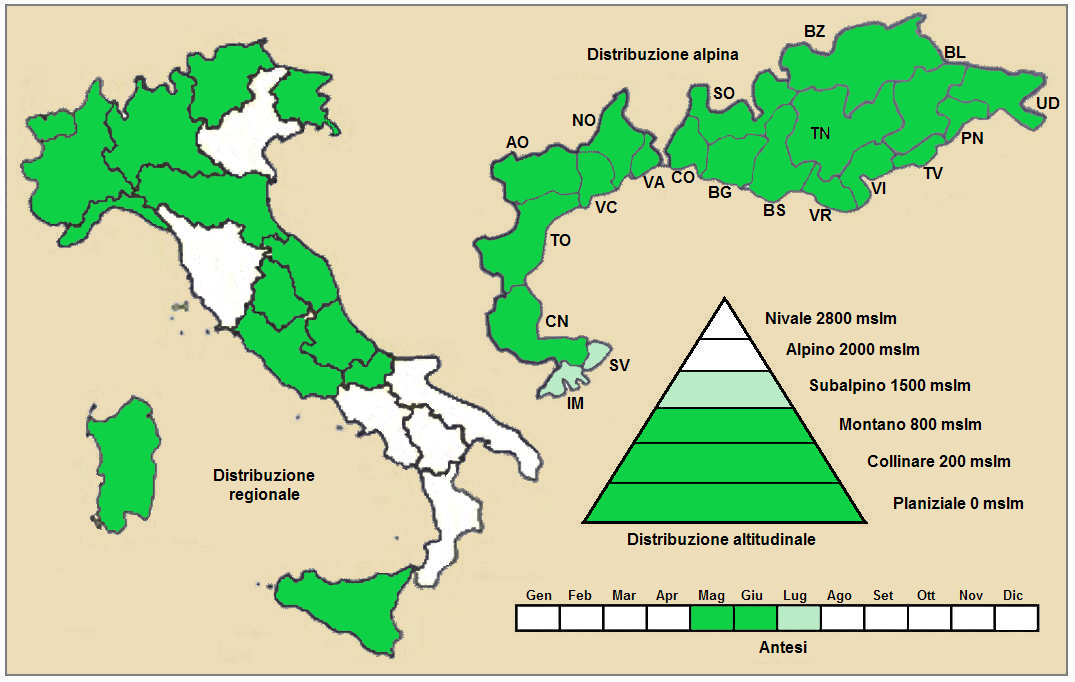
Distribuzione della sottospecie ciliata
(Distribuzione regionale – Distribuzione alpina)

- Nome scientifico: Melica ciliata L., 1753 subsp. ciliata
- Nome comune: melica barbuta
- Descrizione: altezza della pianta: 30 – 100 cm; lunghezza della pannocchia: 6 – 12 cm; lunghezza della spighetta: 5 – 8 mm.
- Fioritura: da maggio a giugno (luglio).
- Geoelemento: il tipo corologico (area di origine) è Euri-Mediterraneo / Turanico / Sud Ovest Asiatico.
- Distribuzione: in Italia è una sottospecie comune e si trova ovunque sia nelle pianure che sulle Alpi. Sugli altri rilievi europei collegati alle Alpi si trova nei Vosgi, Massiccio del Giura, Massiccio Centrale, Pirenei, Monti Balcani e Carpazi.[19] Nel resto dell'Europa e dell'areale del Mediterraneo questa specie si trova nella penisola Balcanica, in Finlandia e in Tunisia.[20] Questa specie si trova anche in Asia.
- Habitat: gli habitat tipici per questa sottospecie sono i pendii aridi, le rupi soleggiate, i ghiaioni e cumuli di pietre. Il substrato preferito è calcareo ma anche siliceo con pH basico, bassi valori nutrizionali del terreno che deve essere arido.[19]
- Distribuzione altitudinale: sui rilievi queste piante si possono trovare fino a 1.200 m s.l.m. (in Sicilia fino a 1.900  m s.l.m.); nelle Alpi frequentano quindi i seguenti piani vegetazionali: collinare, montano e in parte quello subalpino (oltre a quello planiziale – a livello del mare).
- Fitosociologia

- Areale alpino: al punto di vista fitosociologico alpino Melica ciliata appartiene alla seguente comunità vegetale:

- Formazione: delle comunità a emicriptofite e camefite delle praterie rase magre secche

- Classe: Festuco-Brometea

- Areale italiano: per l'areale completo italiano Melica ciliata appartiene alla seguente comunità vegetale:

- Macrotipologia: vegetazione erbacea sinantropica, ruderale e megaforbieti.

- Classe: Artemisietea vulgaris Lohmeyer, Preising & Tüxen ex Von Rochow, 1951

- Ordine: Agropyretalia intermedii-Repentis Oberdorfer, Müller & Görs in Müller & Görs, 1969

- Alleanza: Convolvulo arvensis-Agropyrion repentis Görs, 1966

Descrizione. L'alleanza Convolvulo arvensis-Agropyrion repentis è relativa alle comunità a ciclo biologico perenne formate in maggioranza da graminacee di tipo semiruderale e mesofile. Le distribuzione di questa alleanza è eurasiatica (o eurosiberiana). In Italia è presente nei territori con bioclima temperato.
Specie presenti nell'associazione: Elytrigia repens, Inula conyza, Echium vulgare, Lactuca perennis, Anthemis tinctoria, Dactylis glomerata, Diplotaxis tenuifolia, Falcaria vulgaris, Picris hieracioides e Poa compressa.
Altre alleanze per questa specie sono: Artemisio albae-Saturejienion montanae.

#### Sottospeciemagnolii

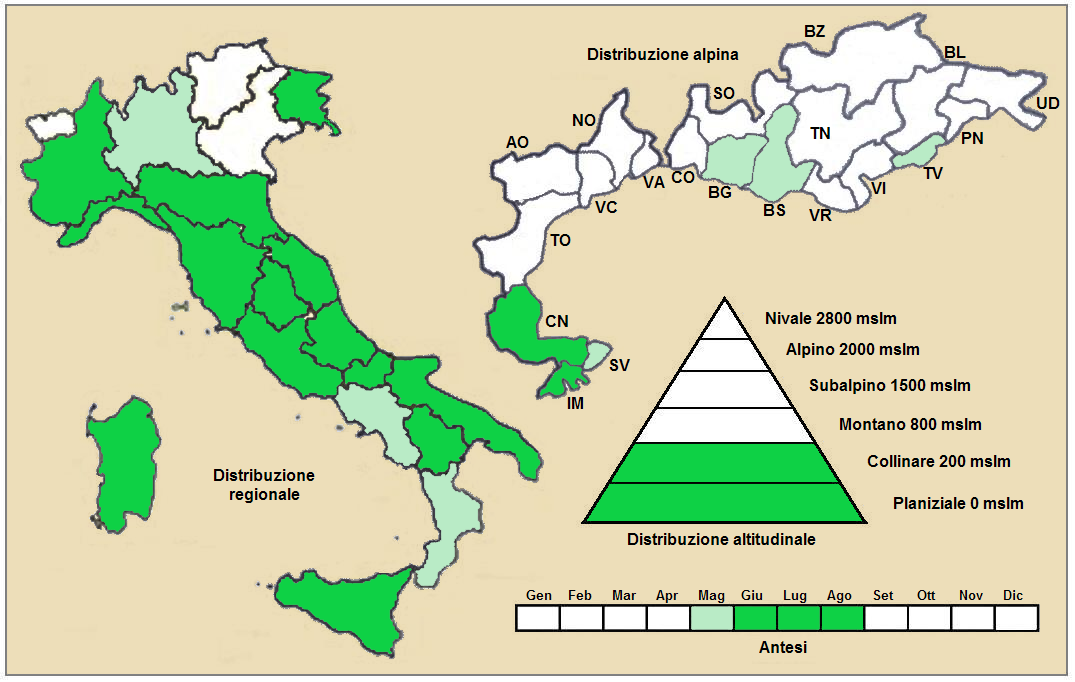
Distribuzione della sottospecie magnolii
(Distribuzione regionale – Distribuzione alpina)

- Nome scientifico: Melica ciliata L., 1753 subsp. magnoli (Gren. & Godr.) K. Richt., 1890[17]
- Basionimo: Melica magnolii Godr. & Gren., 1856
- Nome comune: melica di Magnol (Magnol [1638 - 1715], botanico a Montpellier)
- Descrizione (si distingue dalla sottospecie ciliata per i seguenti caratteri):

queste piante arrivano ad una altezza di 5 - 10 dm (è un po' più robusta della sottospecie ciliata);
la lamina delle foglie basali è piana;
la pannocchia è ampia, interrotta alla base e con rami portanti 10 - 20 spighette; lunghezza della pannocchia: 6 - 20 cm;
la gluma inferiore è lunga 2/3 rispetto a quella superiore;
lunghezza della spighetta: 6 - 9 mm.
- Fioritura: da (maggio) giugno a agosto.
- Geoelemento: il tipo corologico (area di origine) è Steno-Mediterraneo / Turanico / Sud Ovest Asiatico.
- Distribuzione: in Italia è una sottospecie presente soprattutto al Centro e al Sud. nelle Alpi si trova in Piemonte. Fuori dall'Italia, sempre nelle Alpi, questa specie si trova in Francia (dipartimenti di Alpes-de-Haute-Provence e Alpes-Maritimes). Sugli altri rilievi europei collegati alle Alpi si trova nel Massiccio Centrale e Pirenei.[19] Nel resto dell'Europa e dell'areale del Mediterraneo questa specie si trova nell'Europa mediterranea, Anatolia e Magreb.[24]
- Habitat: gli habitat tipici per questa sottospecie sono le macchie, le garighe e i pendii aridi. Il substrato preferito è calcareo ma anche calcareo/siliceo con pH basico, bassi valori nutrizionali del terreno che deve essere arido.[19]
- Distribuzione altitudinale: sui rilievi queste piante si possono trovare fino a 800 m s.l.m.; nelle Alpi frequentano quindi il seguente piano vegetazionale: collinare (oltre a quello planiziale – a livello del mare).
- Fitosociologia

- Areale alpino: al punto di vista fitosociologico alpino Melica ciliata appartiene alla seguente comunità vegetale:

- Formazione: delle comunità a emicriptofite e camefite delle praterie rase magre secche;

- Classe: Lygeo-Stipetea

- Ordine: Brachypodietalia phoenicoidis

- Alleanza: Brachypodion phoenicoidis

- Areale italiano: per l'areale completo italiano Melica ciliata appartiene alla seguente comunità vegetale:

- Macrotipologia: vegetazione delle praterie.

- Classe: Festuco valesiacae-Brometea erecti Br.-Bl. & Tüxen ex Br.-Bl., 1949

- Ordine (sub-ordine): Leucanthemo vulgaris-Bromenalia erecti Biondi, Ballelli, Allegrezza & Zuccarello, 1995

- Alleanza: Festuco amethystinae-Bromion erecti Barbero & Loisel, 1972

Descrizione. L'alleanza Festuco amethystinae-Bromion erecti è relativa alle praterie montane, meso-xerofile, della Provenza e della Liguria e in genere delle regioni sub-mediterranee, medioeuropee occidentali.
Specie presenti nell'associazione: Crocus versicolor, Dianthus scaber, Dianthus seguieri, Euphorbia brittingeri, Knautia purpurea, Peucedanum schottii, Peucedanum venetum, Plantago albicans, Polygala nicaensis, Seseli annuum e Stachys heraclea.

#### Sottospecieglauca
- Nome scientifico: Melica ciliata L., 1753 subsp. glauca (F. W. Schultz) K. Richt., 1890
- Distribuzione: Europa occidentale, Grecia e Anatolia.[26]

#### Sottospecietaurica
- Nome scientifico: Melica ciliata L., 1753 subsp. taurica (K.Koch) Tzvelev[13]
- Descrizione: le guaine delle foglie sono scabre; la superficie delle foglie è abrasiva e scabrosa; la pannocchia è piuttosto densa, con forme quasi cilindriche, formata da molte spighette colorate di verde pallido.

### Ibridi
Nell'elenco seguente sono indicati alcuni ibridi interspecifici:
- Melica × tzvelevii W.Hempel, 2012 - Ibrido tra Melica altissima L. e Melica ciliata
- Melica × haussknechtii W.Hempel, 2012 - Ibrido tra Melica persica Kunth subsp. schischkinii (Iljinsk.) W.Hempel e Melica ciliata.

### Specie simili
Le due specie M. ciliata e M. transsylvanica Schur (Melica di Transilvania) spesso sono confuse l'una dall'altra. La transsylvanica si distingue in quanto i fusti sono incurvati all'apice, la guaina è pubescente, la lamina è fortemente carenata, la spiga principale ha le spighette dirette in ogni direzione (non è unilaterale).

### Sinonimi
L'entità di questa voce ha avuto nel tempo diverse nomenclature. L'elenco seguente indica alcuni tra i sinonimi più frequenti:
- Arundo ciliata (L.) Clairv.
- Beckeria ciliata Bernh.
- Beckeria ciliata (L.) Bernh. ex B.D. Jacks.
- Beckeria montana Bernh.
- Claudia ciliata (L.) Opiz
- Dalucum ciliatum Bubani
- Lasiagrostis variegata G.Mey.
- Melica balansae Boiss. & Bal.
- Melica bauhinii Ten.
- Melica bossieri Reut. ex Boiss.
- Melica caespitosa Schur
- Melica cappadocica Boiss.
- Melica chrysolepis Klokov
- Melica ciliata  f.  aequiglumis (Papp) Papp & Beldie
- Melica ciliata  var. aequiglumis Papp
- Melica ciliata  var. brachyantha Hack.
- Melica ciliata  var. chrysolepis (Klokov) Tzvelev
- Melica ciliata  var. elata Trab.
- Melica ciliata  f.  flavescens (Schur) Papp & Beldie
- Melica ciliata  var. flavescens Schur
- Melica ciliata  f.  glabrata (Celak.) Papp & Beldie
- Melica ciliata  var. glabrata Celak.
- Melica ciliata  var. glabrata Cel.
- Melica ciliata  f.  latifolia Papp
- Melica ciliata  var. major Ball
- Melica ciliata  subsp. micrantha (Boiss. & Hohen.) Soják
- Melica ciliata  var. micrantha (Boiss. & Hohen.) Boiss.
- Melica ciliata  subsp. monticola (Prokudin) Tzvelev
- Melica ciliata  subsp. nebrodensis (Parl.) Husn.
- Melica ciliata  var. nebrodensis (Parl.) Coss. & Durieu
- Melica ciliata  f.  pappii Soó
- Melica ciliata  var. taurica (K.Koch) Griseb.
- Melica ciliata  var. tomentella Boiss.
- Melica ciliata  var. varia Griseb.
- Melica ciliata  f.  violacea (Papp) Papp & Beldie
- Melica ciliata  var. violacea Papp
- Melica ciliata  var. vulgaris Coss. & Durieu
- Melica colorata Dulac
- Melica cretica Boiss. & Heldr.
- Melica cristata Trin.
- Melica flavescens (Schur) Simonk.
- Melica glauca F.W.Schultz
- Melica laxiflora Boiss. & Blanch.
- Melica linnaei (Hack.) Hack. ex Papp
- Melica lutescens Lojac.
- Melica magnolii Godr.
- Melica micrantha Boiss. & Hohen.
- Melica monticola Prokudin
- Melica nebrodensis Parl.
- Melica nebrodensis  var. magnolii (Gren. & Godr.) Asch. & Graebn.
- Melica provincialis Clarion ex Steud.
- Melica pubescens Desv.
- Melica simulans Klokov
- Melica taurica K.Koch
- Melica taurica  subsp. monticola (Prokudin) Prokudin
- Melica taurica  subsp. monticola Prok.
- Melica tinei Lojac. [Invalid]
- Melica transsilvanica  var. glabrata (Celak.) Celak.& Love
- Melica typhina Boreau
- Verinea pterostachys Merino